# Wipo
Wipo (* vor 1000; † nach 1046) war ein mittellateinischer Dichter und Historiograph.

Über Wipos Leben ist nur bekannt, was man seinen Schriften entnehmen kann. Er war Hofkaplan der Kaiser Heinrich II., Konrad II. und Heinrich III., dessen Kaiserkrönung an Weihnachten 1046 er noch miterlebte.
Mit seinen Gesta Chuonradi II. imperatoris wies sich Wipo als bedeutendster Geschichtsschreiber in der frühen Salierzeit aus. Die mit eingeflochtenen Versen, Reimen und rhythmischen Prosapartien versehene Biographie porträtiert den idealen Herrscher als Ebenbild Christi. Diese Darstellung sollte auf Heinrich III. in erzieherischer Weise einwirken. Der gleichen Absicht dienten die „Proverbia“, eine Sammlung moralischer Denksprüche, und der „Tetralogus“, ein Lobgedicht auf Heinrich III.
Die Ostersequenz Victimae paschali laudes zeigt Wipo auch als bedeutenden Sequenzdichter. Ihr dialogisch gehaltener Mittelteil fand Aufnahme in Osterspiele. Weitere Gedichte Wipos sind verloren gegangen.
Die in manchen Gesangbüchern und hymnologischen Nachschlagewerken zu findende Namensform Wipo von Burgund ist nicht zeitgenössisch.

## Textausgaben
- Harry Bresslau (Hrsg.): Scriptores rerum Germanicarum in usum scholarum separatim editi 61: Die Werke Wipos (Wiponis Opera). Hannover 1915 (Monumenta Germaniae Historica, Digitalisat)
- Wipo: Gesta Chuonradi II Imperatoris. In: Quellen des 9. und 11. Jahrhunderts zur Geschichte der Hamburgischen Kirche und des Reiches (= Ausgewählte Quellen zur deutschen Geschichte des Mittelalters. Band 11). Bearbeitet von Werner Trillmich und Rudolf Buchner. Wissenschaftliche Buchgesellschaft, Darmstadt 1961, S. 507–613.